# 哈尔莫墩镇
哈尔莫墩镇，是中华人民共和国新疆维吾尔自治区巴音郭楞蒙古自治州和静县下辖的一个乡镇级行政单位。

## 行政区划
哈尔莫墩镇下辖以下地区：
文化路社区、团结路社区、乌兰尕扎尔村、哈尔莫墩村、查茨村、觉伦图尔根村、萨拉村、夏尔莫墩村和乌拉斯台村。